# برایان کونلون
برایان کونلون (انگلیسی: Bryan Conlon; ۱۴ ژانویهٔ ۱۹۴۳ – ۱۱ اکتبر ۲۰۰۰) بازیکن فوتبال اهل بریتانیا بود.
از باشگاه‌هایی که در آن بازی کرده‌است می‌توان به باشگاه فوتبال کمبریج یونایتد، باشگاه فوتبال بلکبرن روورز، باشگاه فوتبال دارلینگتون، باشگاه فوتبال هارتل پول یونایتد، باشگاه فوتبال کرو آلکساندرا، باشگاه فوتبال نوریچ سیتی، باشگاه فوتبال میلوال، باشگاه فوتبال نیوکاسل یونایتد، و باشگاه فوتبال ساوت شیلدز اشاره کرد.